# فرانسيسكو كييزا (لاعب كرة قدم)
فرانسيسكو كييزا هو لاعب كرة قدم سويسري في مركز الوسط، ولد في 25 سبتمبر 1931 في كياسو في سويسرا. شارك مع منتخب سويسرا لكرة القدم. أما مع النوادي، فقد لعب مع نادي كياسو.

## وصلات خارجية
- فرانسيسكو كييزا (لاعب كرة قدم) على موقع قاعدة بيانات كرة القدم.إي يو (الإنجليزية)
- فرانسيسكو كييزا (لاعب كرة قدم) على موقع ناشيونال فوتبول تيمز (الإنجليزية)